# Henri Cournollet
Henri Cournollet (n. 19 decembrie 1882, Villers-sur-Mer, Basse-Normandie, Franța – d. 10 august 1971, Reims, Franța) a fost un jucător de curl ce a reprezentat Franța, medaliat olimpic. A participat la o ediție a Jocurilor Olimpice (1924) în care a câștigat o medalie de bronz.

## Participări
Lista de mai jos prezintă principalele competiții la care a participat Henri Cournollet de-a lungul carierei.
- Curling la Jocurile Olimpice de iarnă din 1924